# Wang Zhiwei
Wang Zhiwei (chinesisch 王智伟, Pinyin Wáng Zhìwěi; * 18. Juli 1988 in Yangquan) ist ein ehemaliger chinesischer Sportschütze.

## Erfolge
Wang Zhiwei nahm an den Olympischen Spielen 2012 in London und 2016 in Rio de Janeiro im Wettbewerb mit der Freien Pistole teil. 2012 zog er mit 566 Punkten als Zweiter der Qualifikation ins Finale ein, in dem er weitere 92,6 Punkte erzielte. Er wurde lediglich noch von Jin Jong-oh überholt, der die Goldmedaille gewann, und beendete den Wettkampf hinter Choi Young-rae auf dem Bronzerang. Vier Jahre darauf gelang ihm als Achter mit 556 Punkten nochmals der Sprung ins Finale, das er auf dem fünften Platz beendete. 2014 wurde er in Granada in den Mannschaftswettbewerben mit der Luftpistole und auch mit der Freien Pistole jeweils Weltmeister. Im selben Jahr gewann er zudem in Incheon bei den Asienspielen mit der Freien Pistole im Einzel die Bronze- und in der Mannschaftskonkurrenz die Goldmedaille. Mit der Luftpistolen-Mannschaft sicherte er sich Silber.